# Raul Bopp
Raul Bopp (* 4. August 1898 in Vila Pinhal (Santa Maria), heute in Itaara gelegen, Rio Grande do Sul; † 2. Juni 1984 in Rio de Janeiro) war ein brasilianischer Dichter der Moderne und Diplomat.

## Leben
Bopp war der Sohn von Alfredo Bopp und Josefina Bopp. Mütterlicherseits stammte er von den ersten deutschen Einwanderern 1824 nach Rio Grande do Sul ab. 
Raul Bopp gründete zwei Wochenzeitungen in Tupanciretã, studierte von 1918 bis 1925 Rechtswissenschaft und übte den Beruf des Rechtsanwaltes in Recife und Rio de Janeiro aus.
Vom 11. bis 18. Februar 1922 trug er mit seinen Freunden Tarsila do Amaral und Oswald de Andrade eigene lyrische Werke in der Semana de Arte Moderna im Theatro Municipal vor. In São Paulo, wo am 18. März 1924 Oswald de Andrade das Manifesto da Poesia Pau-Brasil im Correio da Manhã veröffentlichte und Mário de Andrade im Mai 1928 das Manifesto Antropofágico in der Revista de Antropofagia veröffentlichte, pflegte er Freundschaften mit Jorge Amado und Carlos Drummond de Andrade. Er bereiste Brasilien und erhielt im Amazonasbecken Inspiration für sein Buch Cobra Norato, das als Standardwerk des Movimento Antropófago gilt und das er 1927, auszugsweise in der von Álvaro Moreyra geleiteten Zeitschrift, Para Todos veröffentlichte. Er veröffentlichte in der segunda dentição Revista de Antropofagia. Auf Bitten von Américo Facó leitete der die Redaktion von Agência Brasileira de Notícias, in welcher er Getúlio Vargas interviewte.
Im Mai 1932 wurde er zum konsularischen Hilfsarbeiter ernannt und im Juli nach Kōbe entsandt, wo er von August 1932 bis Februar 1934 Geschäftsträger des Konsulates war. Im Januar 1934 wurde er zum Konsul zweiter Klasse in Anerkennung seiner Leistung ernannt. Er wurde nach Yokohama entsandt, wohin er von November 1935 bis Januar 1936 reiste und bis Mai 1938 an der Handelsvertretung beschäftigt wurde. 1938 gründete er in Tokio den Correio da Asia, in welchem brasilianische und japanische Wirtschaftswissenschaftler schrieben und dessen Leitung nach ihm José Jobim übernahm. In Correio da Asia veröffentlichte er 1938 mit José Jobim die Artikel "Geografia Mineral" und "Sol & Banana". Er sandte keimfähige Sojabohnen nach Brasilien.
Ab 1938 bekleidete er das Amt des Director da Secretaria do Conselho Federal do Comérico Exterior. Von 1941 bis 1944 war er Konsul in Los Angeles; dort traf er Érico Veríssimo wieder, welcher dort als Direktor der Panamerikanischen Union in Washington, D.C. fungierte. 1945 wurde er dem Konsulat in Lissabon zugewiesen. 1947 war Raul Bopp Gesandtschaftssekretär der Verwaltung des Rio Branco-Institut unter Lafayette de Carvalho e Silva.
Von 1953 bis 1954 war Raul Bopp Geschäftsträger in Guatemala-Stadt. Von 22. Juni 1954 bis 17. Dezember 1958 war er Botschafter in Bern. Von 26. Dezember 1958 bis 7. Oktober 1962 war er Botschafter in Wien. Von 12. November 1962 bis 4. August 1963 war er Botschafter in Lima.
1977 wurde er mit dem Prêmio Machado de Assis ausgezeichnet.

## Poetisches Werk
- Cobra Norato: nheengatú da margem esquerda do Amazonas. 1931[2] (Kobraschlange)
- Urucungo. Poemas negros. Ariel Editora, Rio de Janeiro 1936.
- Poesias. Orell Füssli, Zürich 1947.
- Mironga e Outros Poemas. Civlização Brasileira, Rio de Janeiro 1978.

Posthum erschienen:
- Augusto Massi (Hrsg.): Poesia completa de Raul Bopp. Olympio, Rio de Janeiro 1998.

## Prosa
- mit José Jobim: Geografia mineral. Yokohama 1938.
- América. Los Angeles 1942 ([kurzes panamerikanistisches Pamphlet]).
- Notas de um Caderno sobre o Itamaraty. Rio de Janeiro 1956.
- Movimentos Modernistas no Brasil: 1922/1928. Rio de Janeiro, São José 1966.
- Memórias de um Embaixador. Gráf. Record Ed., Rio de Janeiro 1968.
- „Bopp passado-a-limpo“ por êle mesmo. Companhia Editora Americana Rio de Janeiro 1972.
- Vida e Morte da Antropofagia. Rio de Janeiro, Civilização Brasileira/Brasilia, DF, INL, 1977.
- Longitudes. Crônicas de viagens. Instituto Estadual do Livro, Porto Alegre 1980.